# 啸栗鸢
啸栗鸢（学名：Haliastur sphenurus）是一种体型中等的昼行性猛禽，分布于澳大利亚、新喀里多尼亚和新几内亚等地。
体长50–60厘米，翼展123–146厘米，重380–1,050克。雌性比雄性要大。头小尾长腿短。尾部、胸部和翅膀为棕色，飞羽为黑色，幼鸟翅膀上有非常明显的红棕色斑点。